# وادي زيجين
وادي زيجين هو منخفض (حوالي 310 متر طول)، يقع في الصحراء الليبية في شعبية الكفرة الليبية، على بعد حوالي 180 كم من شمال-شمال غرب التاج وشرق تازربو. يوجد خمسة آبار؛ أهمها بئر الحراس. حول الآبار تنمو بعض أشجار النخيل، ولكن لا يوجد سكان دائمون.